# جورج كونغور أروب
الفريق المتقاعد جورج كونغور أروب (ولد عام 1951) كان النائب الثاني لرئيس السودان من فبراير 1994 حتى أكتوبر 2000. كان ضابط شرطة، وحاكماً لـإقليم بحر الغزال من 1992 إلى 1993، ورئيساً لـ«المؤتمر الوطني الإفريقي»، وحصل على دكتوراه فخرية من جامعة جوبا في العلوم السياسية. شهدت فترة ولايته كحاكم لبحر الغزال تسارع جهود أسلمة الإقليم.
عُيّن جورج كونغور أروب بواسطة الرئيس عمر البشير نائباً ثانياً للرئيس في فبراير 1994 وأُقيل في أكتوبر 2000. وكان عضواً في حزب المؤتمر الوطني الإسلامي الحاكم حتى إقالته. خطط للترشح لرئاسة السودان في عام 2006.
في عام 2017 تم تعيينه في لجنة تسيير الحوار الوطني في جنوب السودان.